# Formentauben

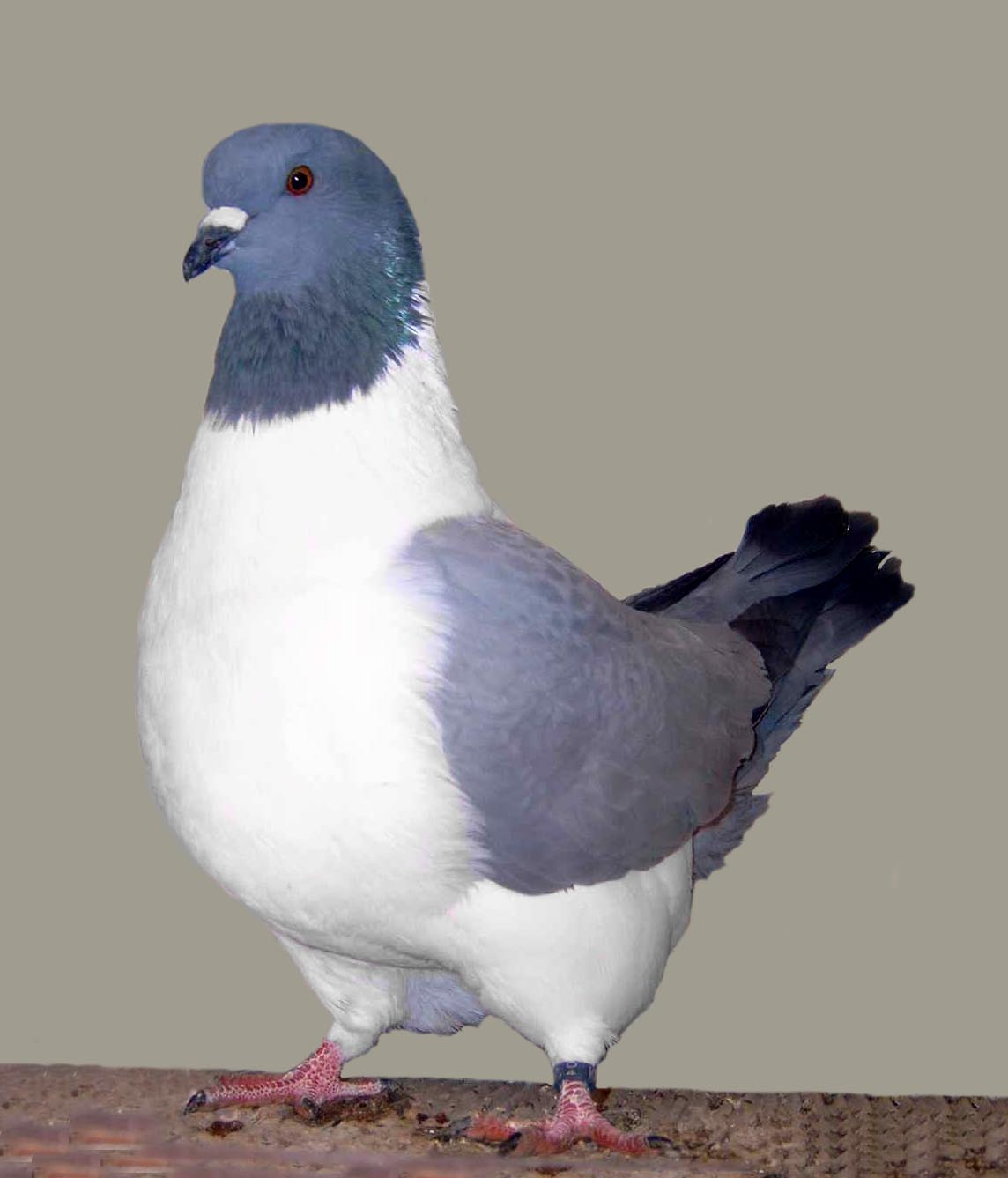
Strasser, blau ohne Binden

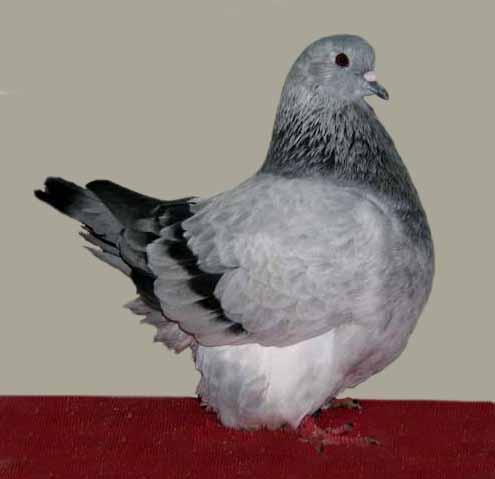
Mondain, blauschimmel, eine kurze, breite Formentaube

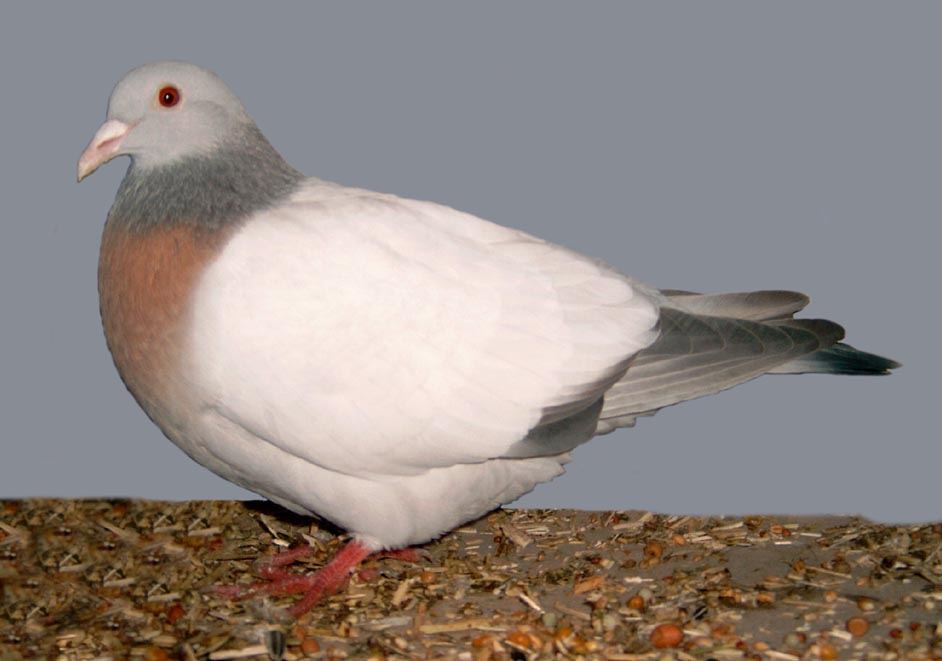
Coburger Lerche, eine Formentaube mit langer Körperform

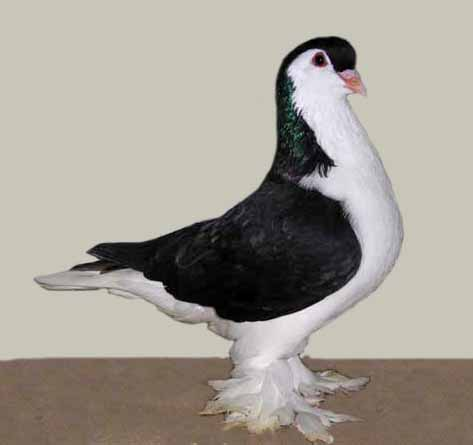
Schwarze Lahore, eine belatschte Formentaube

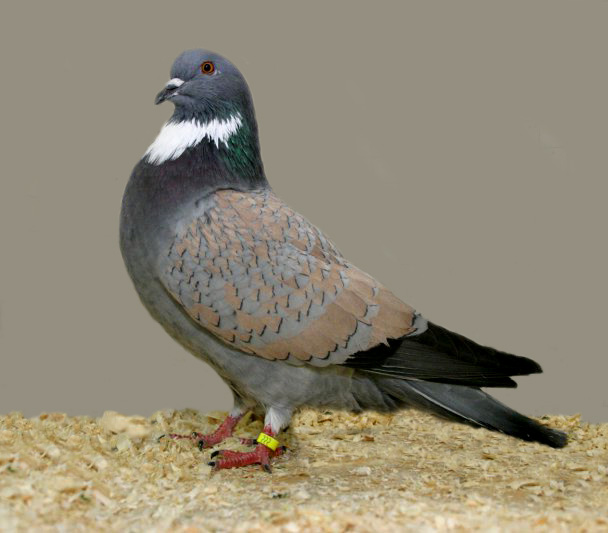
Cauchois

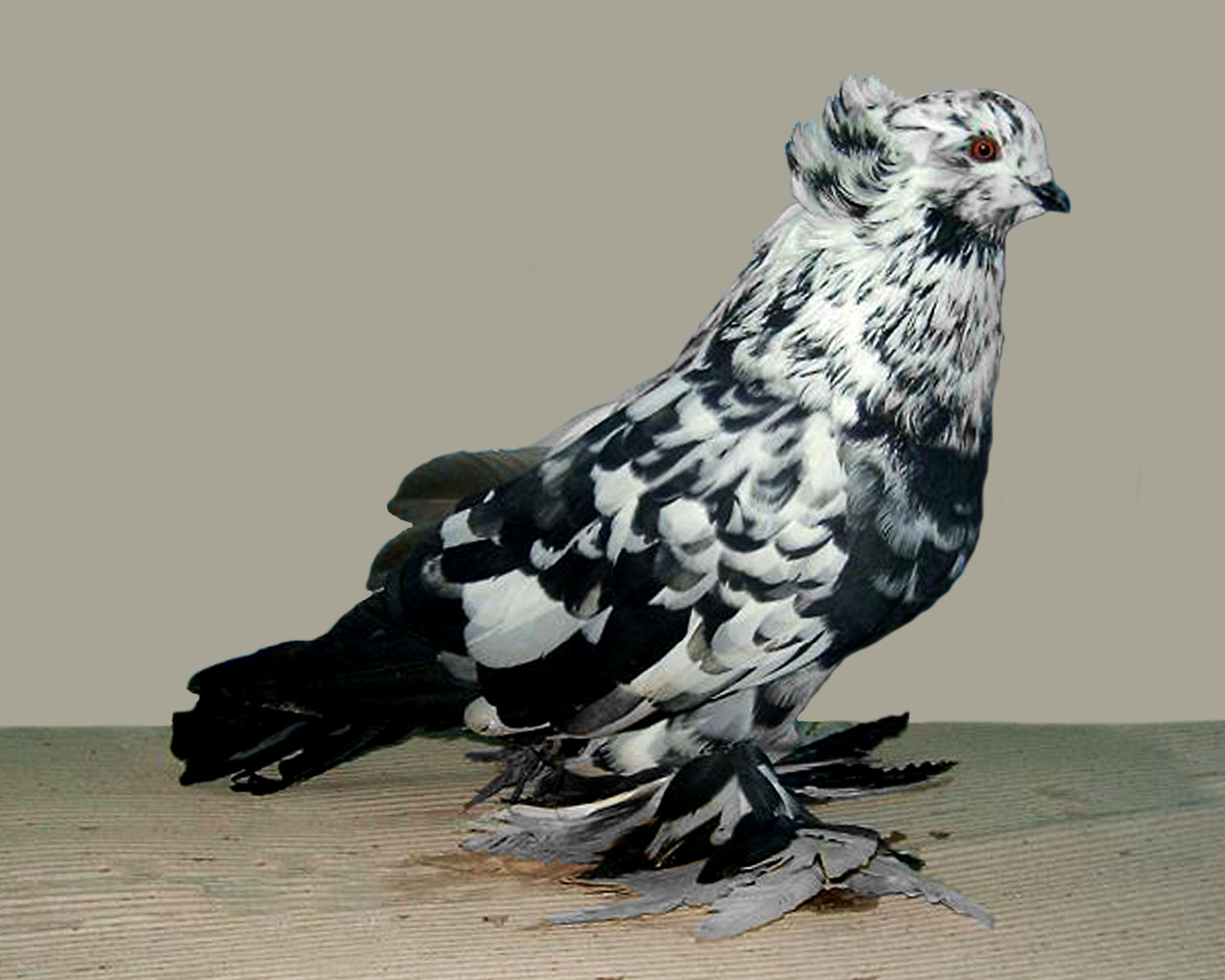
Ungarische Riesentaube als Vertreter der Riesentauben

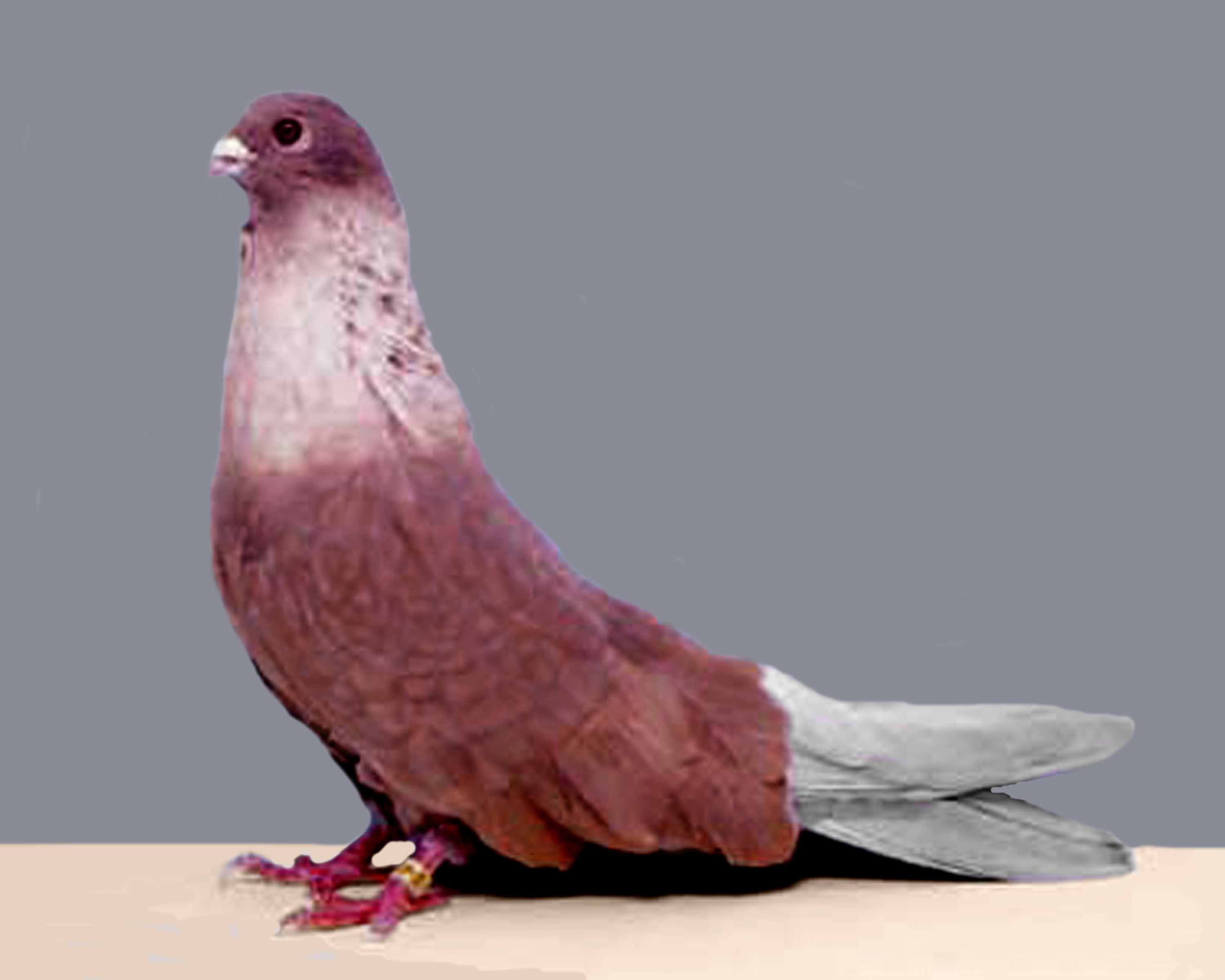
Roter Ägyptischer Segler als Vertreter der Segler

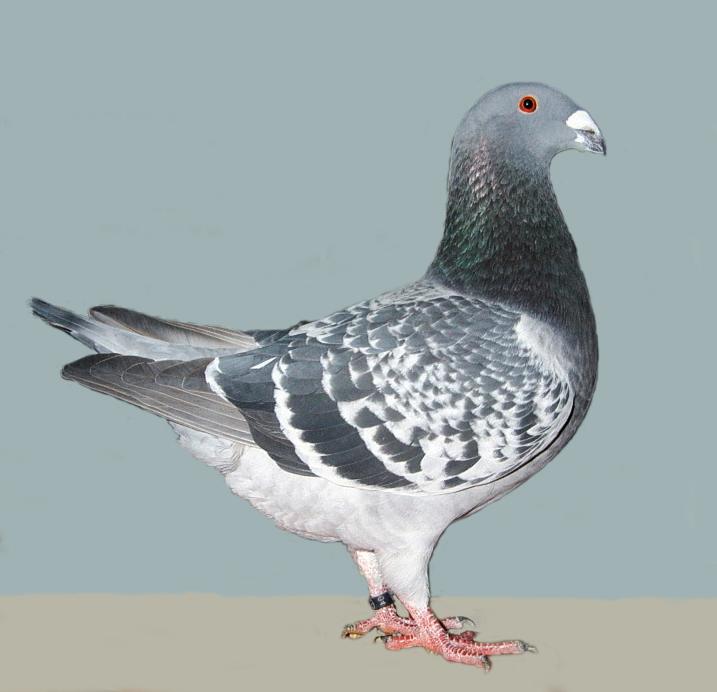
Niederländische Schönheitsbrieftaube als Vertreter der Schautauben

Formentauben sind Rassetauben, die nach bestimmten Körperformen, den Gestalttypen, gezüchtet werden. Die Tiere dieser Rassengruppe haben eine hohe Körpermasse, die bei erwachsenen Tieren meist mehr als sechshundert Gramm beträgt. Sie eignen sich daher häufig als Wirtschaftstauben. Speziell für die Nutztaubenzucht herausgezüchtete Rassen werden auch Fleischtauben oder Positurtauben genannt. Die Mehrzahl der Rassen dieser Gruppe entstand in Deutschland, den USA, Frankreich oder Italien. Größtenteils sind Formentauben glattfüßig und ohne Kopfschmuck. Es gibt aber auch belatschte Rassen (d. h. mit befiederten Füßen) und Rassen mit Haube. Das Interesse der Rassetaubenzüchter gilt vorrangig ihrer spezifischen Körperform, der Gefiederzeichnung und ihrem infolge der Körpergröße ruhigen Temperament.

## Untergruppen und Typen
Riesentauben und Schautauben sind abgrenzbare Untergruppen der Formentauben.
Die eigentlichen Formentauben sind etwas größer als Farbentauben, aber kleiner als Riesentauben, besitzen eine typische Taubenform und können das Körpergewicht der Riesentauben erreichen oder überschreiten. Unter ihnen gibt es kurze und breite Rassen, wie Strasser, Mondain und Luchstaube, aber auch lange Rassen, wie Lahore, Coburger Lerche, Cauchois und Carneau.
Auch Segler und Wammentauben werden zu den Formentauben gezählt, obwohl mit ihnen Flugsport betrieben wird.

## Liste der Rassen der Formentauben
Die durch die Europäische Standard Kommission für Tauben (ESKT) des Europäischen Verbandes für Geflügel-, Tauben-, Vogel-, Kaninchen- und Caviazucht (EE) wurden dreiundsechzig Rassen in der Gruppe der Formentauben bestätigt:
1. Abu-Abse-Wammentaube (D/0063)
2. Ägyptischer Segler (GB/0043)
3. Basraer Wammentaube (F/0041)
4. Belgische Ausstellungsbrieftaube (B/0034)
5. Beneschauer Taube (CZ/0054)
6. Bergamasco (I/0059)
7. Blauer Szovater (H/0061)
8. Briver Schwarzkopf (F/0047)
9. Buga-Taube (H/0062)
10. Carneau (F/0007)
11. Cauchois (F/0008)
12. Coburger Lerche (D/0025)
13. Criador Lusitano (P/0016)
14. Damascener (GB/0042)
15. Deutsche Schautaube (D/0032)
16. Exhibition Homer (GB/0028)
17. Gascogne-Taube (F/0014)
18. Genuine Homer (GB/0029)
19. Giant Homer (ESKT/0030)
20. Giertaube (F/0009)
21. Lahore (D/0037)
22. Libanontaube (D/0038)
23. Luchstaube (D/0024)
24. Lütticher Ausstellungsbrieftaube (B/0035)
25. Mährische Strasser (CZ/0022)
26. Mallorca-Riesentaube (E/0058)
27. Manotte (F/0055)
28. Mariola (P/0056)
29. Mariolinha (P/0057)
30. Martham (GB/0049)
31. Mittelhäuser (auch Weiße Wirtschaftstaube;[1] D/0045)
32. Mondain (F/0006)
33. Montauban (F/0003)
34. Mühlhausener Nutztaube (F/0010)
35. Niederländische Schönheitsbrieftaube (NL/0033)
36. Piacentino  (I/0004)
37. Picard Haube (F/0017)
38. Piestanauer Riesentaube (SK/0048)
39. Polnische Schönheitsbrieftaube (PL/0065)
40. Prachener Kanik (CZ/0021)
41. Revellois (F/0013)
42. Romagnolo (I/0005)
43. Römer (F/0001)
44. Ronsenaar (auch Renaisien; B/0051)
45. Roubaisien (F/0052)
46. Saarlandtaube (D/0011)
47. Schlesischer Farbenkopf (CZ/0064)
48. Show Antwerp (GB/0026)
49. Show Homer (GB/0027)
50. Show Racer (ESKT/0031)
51. Slowenische Weißkopftaube (SLO/0060)
52. Smyter (D/0053)
53. Sottobanca (I/0019)
54. Sottobanca, franz. Zuchtrichtung (auch Französische Sottobanca; F/0020)
55. Soultzer Haube (F/0018)
56. Spaniertaube (D/0046)
57. Strasser (D/0023)
58. Syrische Gelockte Wammentaube (auch Gelockte Wammentaube; F/0040)
59. Syrischer Segler (GB/0044)
60. Syrische Wammentaube (GB/0039)
61. Texaner (ESKT/0012)
62. Ungarische Riesentaube (H/0002)
63. Ungarische Schönheitsbrieftaube (H/0036)